# 글리제 688
글리제 688(Gliese 688)은 뱀주인자리에 있는 쌍성계로 지구에서 35광년 떨어져 있다. 주성 A는 K형의 오렌지색 왜성이며, 반성 B의 분광형은 제대로 알려져 있지 않다. 글리제 688의 밝기는 6.07등급으로 최적의 관측 환경 하에서 맨눈으로 겨우 볼 수 있을 정도이다.